# Timothy Richardson
Timothy Richardson (* in Orlando) ist ein US-amerikanischer Filmschauspieler, Drehbuchautor, Kameramann und Filmregisseur.

## Leben
Timothy Richardson wurde in Orlando in Florida geboren, wuchs dort auf und besuchte nach der High School die University of Miami. In dieser Zeit arbeitete er immer wieder als Model. Nach seinem Bachelor of Science in Pädagogik machte er einen Master in Filmkunst mit Schwerpunkt Kamera.
Seine Leidenschaft für das Filmemachen und ein künstlerisches Interesse wurden nach eigenen Aussagen durch den Film Moonlight von Barry Jenkins geweckt. Auch Kameramann James Laxton sei eine große Inspiration für ihn gewesen, so Richardson, der bei mehreren Kurzfilmen selbst hinter der Kamera stand. Richardson ist zudem mit dem Drehbuchautor Tarell Alvin McCraney befreundet. Richardsons Abschlussfilm, ein Kurzfilm mit dem Titel Brothers, handelt von zwei jungen schwarzen Männern, deren langjährige Freundschaft durch ihre unterschiedliche sexuelle Orientierung auf die Probe gestellt wird. Der Film feierte im August 2021 beim BronzeLens Film Festival in Atlanta seine Premiere und wird auch auf einigen Plattformen gestreamt.
Von Schauspieler und Sänger Jussie Smollett erhielt Richardson die Hauptrolle in dessen Regiedebüt B-Boy Blues und spielt darin Mitchell Crawford, das Alter Ego des LGBT-Aktivisten James Earl Hardy, auf dessen gleichnamigem Roman der Film basiert.

## Filmografie
- 2018: Broken Angels
- 2019: Close (Kurzfilm, auch Regie und Drehbuch)
- 2020: The House Invictus
- 2020: Gossamer Folds
- 2021: First Time (Kurzfilm, Kamera, Regie und Drehbuch)
- 2021: Brothers (Kurzfilm, Kamera, Regie und Drehbuch)
- 2021: Selfies (Kurzfilm, Kamera)
- 2021: B-Boy Blues